# Gare d'Ōkubo (Hyōgo)
Pour les articles homonymes, voir Gare d'Ōkubo.
La gare d'Ōkubo (大久保駅, Ōkubo-eki) est une gare ferroviaire localisée dans la ville d'Akashi, dans la préfecture de Hyōgo au Japon. La gare est exploitée par la compagnie JR West, sur la ligne Sanyō (Ligne JR Kobe). Le numéro de gare est JR-A75.

## Situation ferroviaire
Établie à 21 mètres d'altitude, la gare d'Ōkubo est située au point kilométrique (PK) 25.6 de la ligne Sanyō.

## Histoire
Le 23 décembre 1888, la gare est inaugurée par la Sanyo Railway. En 1997, la gare passe de 3 à 4 voies sur ses quais. Le 17 janvier 1995, la gare est fermée à cause du séisme de 1995 à Kobe. En 2003, la carte ICOCA devient utilisable en gare.
En 2014, la fréquentation journalière de la gare était de  18 739 personnes
| 2010   | 2011   | 2012   | 2013   | 2014   |
| 18 165 | 18 418 | 18 590 | 19 083 | 18 739 |

## Service des voyageurs

### Accueil
La gare dispose d'un guichet, ouvert tous les jours de 7 h à 20 h, de billetterie automatique verte pour l'achat de titres de transport pour shinkansen et train express. La carte ICOCA est également possible pour l’accès aux portillon  d’accès aux quais.
La gare possède également un coin pour les consignes automatique.

### Desserte
La gare d'Ōkubo est une gare disposant de deux quais et de quatre voies. La desserte est effectuée par des trains rapides ou locaux. La voie 1 sert principalement de voie de garage, les voies 2 et 4 sont les voies principales de la gare, alors que la voie 3 sert de voie centrale.
| N° de voie | Ligne     | Direction         |
| ---------- | --------- | ----------------- |
| 1・2       | A JR Kobe | Sannomiya - Osaka |
| 3・4       | A JR Kobe | Kakogawa - Himeji |

Installations et desserte
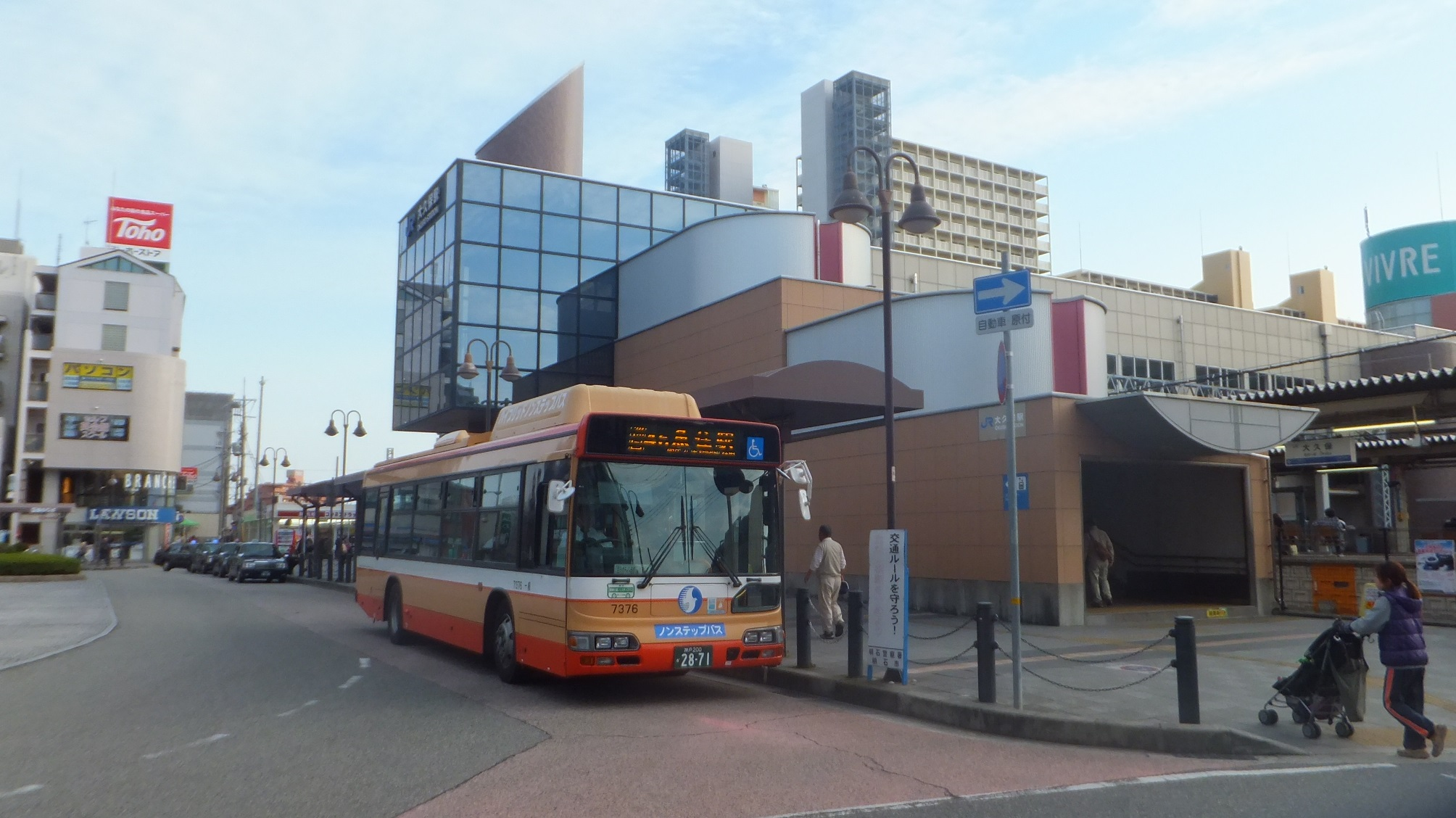
Local d’accès.
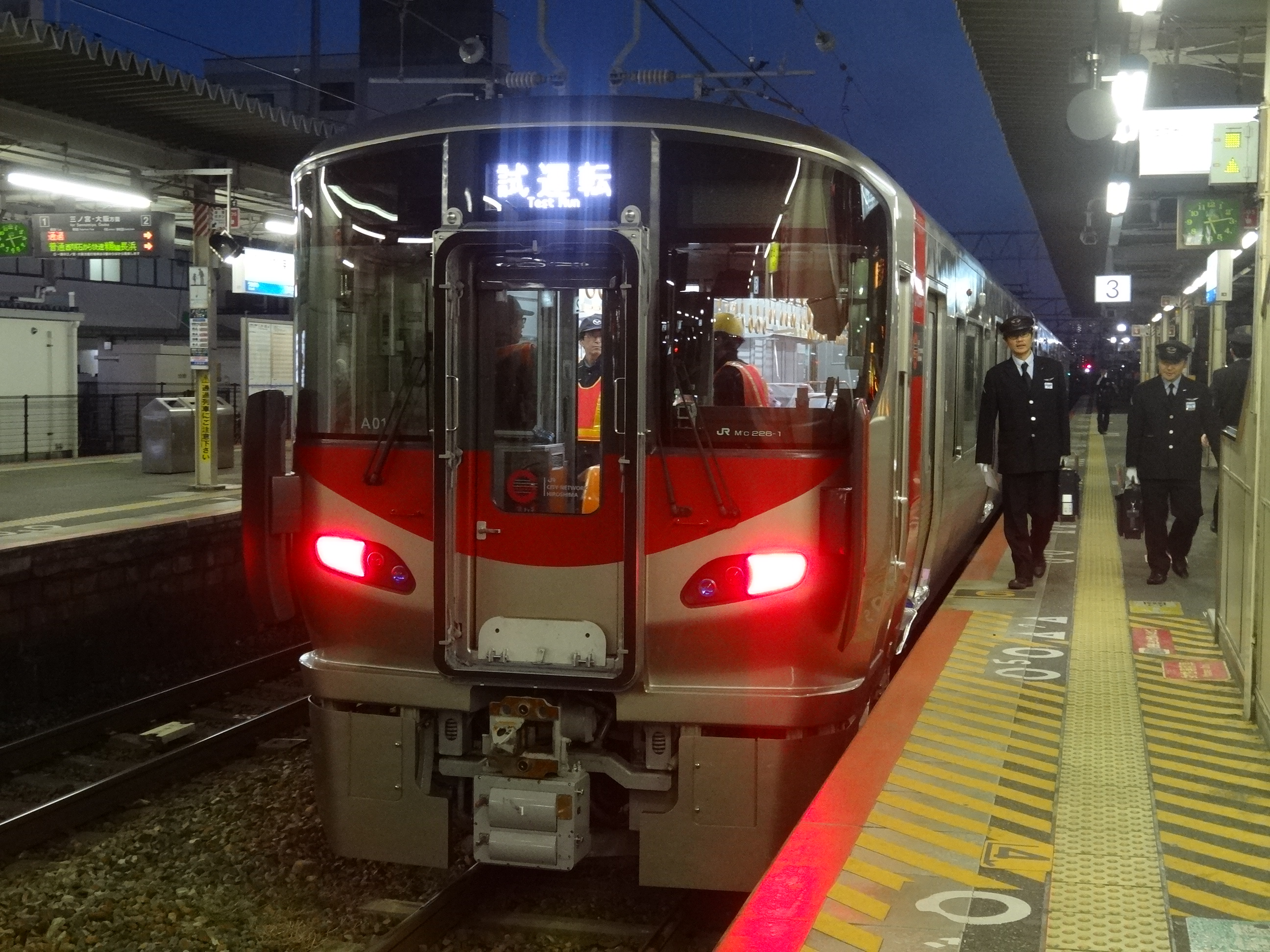
Train en arrêt sur le quai.

### Intermodalité
Un arrêt de bus du réseau Shinki Bus et des bus Taco sont également disponibles près de la gare.